# Quai des Orfèvres
Pour les articles homonymes, voir Quai des Orfèvres (homonymie).
Cet article possède un paronyme, voir Le Guet des orfèvres.
Le quai des Orfèvres est une voie et un quai, situé le long de la Seine sur l’île de la Cité, dans le 1er arrondissement de Paris.

## Situation et accès
Le quai des Orfèvres commence au point de jonction du pont Saint-Michel avec le boulevard du Palais et débouche sur le terre-plein central du pont Neuf au droit du 15, place du Pont-Neuf. 
Il est desservi par les stations Pont-Neuf de la ligne 7 et Saint-Michel de la ligne 4 du métro, et par la gare Saint-Michel - Notre-Dame de la ligne C du RER.
En 2023, selon un site d’estimation immobilière, le quai, qui ne compte que 11 immeubles dans sa partie habitée, est la rue la plus chère de Paris.

## Origine du nom
Le nom fut attribué à la partie occidentale de l'actuel quai des Orfèvres (construit de 1580 à 1643) dès son achèvement, en raison de la présence d'orfèvres et de joailliers dans cette voie. Sur la partie la plus occidentale, presque à la pointe de l'île, se trouvait un moulin longtemps appelé de la Gourdeyne, qui devient en 1551, la Monnaie du Moulin des Étuves ; on y installa les premières presses à balancier.

## Historique
L'actuel quai des Orfèvres résulte de la réunion — décidée en 1807 et effective en 1810 — de deux voies initialement distinctes, orientées est-ouest et parallèles à la Seine, situées de part et d'autre de l'ancienne rue de Jérusalem (disparue en 1883), dont l'extrémité sud se trouvait à hauteur de l'actuel no 38. Il est cité sous le nom de « rue Saint Louys », pour une partie et de « rue du quay de l'isle du Pallais, regardant vers les Augustins », pour une autre partie, dans un manuscrit de 1636. 

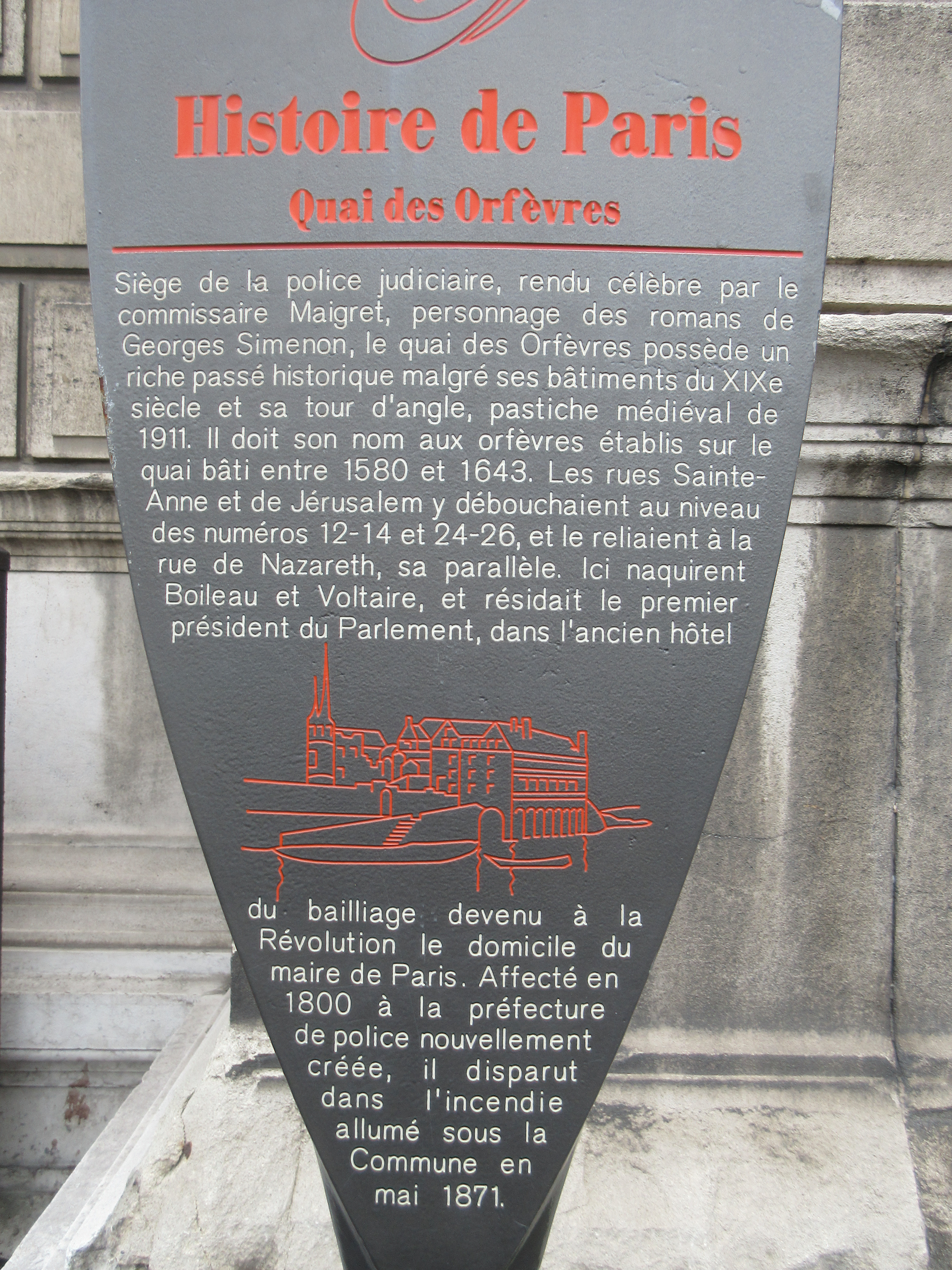
Panneau Histoire de Paris.

Jusqu'à la fin du XVIe siècle, l'île de la Cité s'arrêtait au bout du palais de la Cité. Plus au nord-ouest, en aval, se trouvaient trois îlots alluvionnaires à fleur d'eau : l'îlot du Passeur-aux-Vaches (ou « île aux Bœufs »), l'île à la Gourdaine (appelée aussi « île du Patriarche ») et l'île aux Juifs. Entre la Seine et les murs qui entouraient le palais et son jardin, se trouvait un terrain en pente.
En 1578, il est décidé de construire un nouveau franchissement sur la Seine, le Pont-Neuf. Les trois îlots sont alors rattachés à l'île de la Cité. Pour cela, la construction du quai des Orfèvres et du quai de l'Horloge commence en 1580. Terminé en 1643, le quai relie la rue de Jérusalem et le Pont-Neuf. La nouvelle voie reçut dès l'origine le nom qu'elle porte encore aujourd'hui. Celui-ci n'a pas varié, exception faite pour l'époque révolutionnaire au cours de laquelle la voie fut dénommée « quai du Midi » avant de reprendre son nom d'origine sous Napoléon Ier.
Parallèlement, une nouvelle voie est ouverte en 1623 sous Henri IV entre la rue de la Barillerie (absorbée par le boulevard du Palais) et la rue de Jérusalem pour faciliter la communication avec le pont Neuf. Cette voie est appelée à l'origine rue Neuve, puis rue Neuve Saint-Louis (1623) et enfin rue Saint-Louis, parfois rue Saint-Louis-du-Palais (1776). Pendant la période révolutionnaire, elle est appelée rue Saint-Louis-du-Palais-des-Marchands(1791) et rue Révolutionnaire (1793).
Au nord de la rue Saint-Louis s'étendait un ensemble de bâtiments où logeaient les chanoines de la Sainte-Chapelle royale du Palais, dit « quartier des chanoines » qui ne doit pas être confondu avec celui du cloître Notre-Dame des chanoines de la cathédrale, également appelé ainsi. La rue Sainte-Anne, ultérieurement rue Sainte-Anne-en-la-Cité, fut percée en 1631 a travers cet enclos, depuis la rue  Neuve-Saint-Louis jusqu'à la cour du Palais. Crée conformément à un brevet du 25 juin 1624 confirmé en 1630 par Louis XIII afin de faciliter l'accès et la sortie du palais de la Cité, ce fut cette rue que le roi emprunta pour gagner son palais.
Avec les rues de Jérusalem et de Nazareth, ces quatre rues créées au début du XVIIe par emprise sur l'enclos des chanoines de la Sainte-Chapelle formaient un rectangle.
En 1702, la « rue Saint-Louis », qui fait alors partie du quartier de la Cité, possède 60 maisons et 8 lanternes.
La rue Saint-Louis, contrairement au quai des Orfèvres située dans son prolongement, était bordée de maisons sur ses deux côtés longitudinales. En vertu d'un décret du 7 juillet 1807 les maisons riveraines de cette rue du côté du fleuve sont démolies pour permettre la construction d'un nouveau quai et la fusion de ce dernier avec son voisin, sous la dénomination commune de quai des Orfèvres en 1810.
Ces mesures obligèrent environ la moitié des riverains de la rue Saint-Louis-du-Palais à se reloger voire à transporter leurs enseignes ailleurs. La rue était  – comme le quai des Orfèvres – un haut lieu de l’achat, de la vente et de la transformation de métaux précieux, du commerce de pierres précieuses et de leur montage en bijoux et en divers autres ornements et objets. Parmi les artisans et échoppes L’Almanach Dauphin, paru en 1776, recense dans la rue Saint-Louis 26 artisans orfèvres, joailliers, bijoutiers et marchands dévoués à la clientèle désireuse d'acquérir des produits de luxe (contre 29 sur le quai des Orfèvres), dont : 1 orfèvre en vaisselle (5 sur le quai des Orfèvres), 9 joailliers metteurs en œuvre (11 sur le quai des Orfèvres), 6 de bijou [sic] d’or (1 sur le quai des Orfèvres), 1 metteur et 1 metteuse en œuvre, 5 marchands de diamants, d’or ou d’argent (7 sur le quai des Orfèvres) et trois marchands d’objets précieux de toutes sortes (deux sur le quai des Orfèvres dont un fournisseur d’ornements d’église).

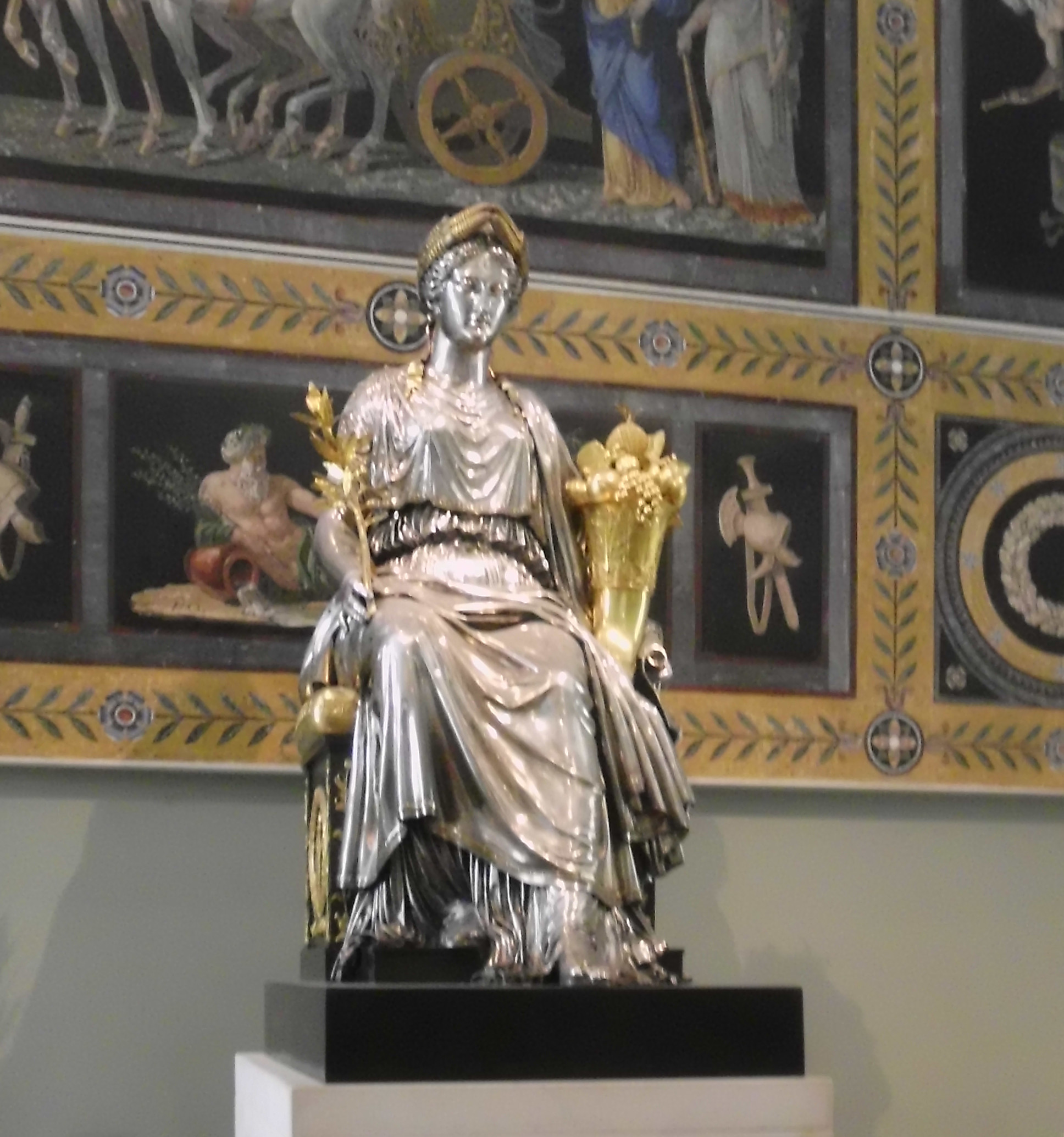
Cheret d'après Antoine-Denis Chaudet, La Paix, 1806, Musée du Louvre. La statue fut exposée dans la maison à l'enseigne « Au Chariot d'or », quai des Orfèvres, en 1807.

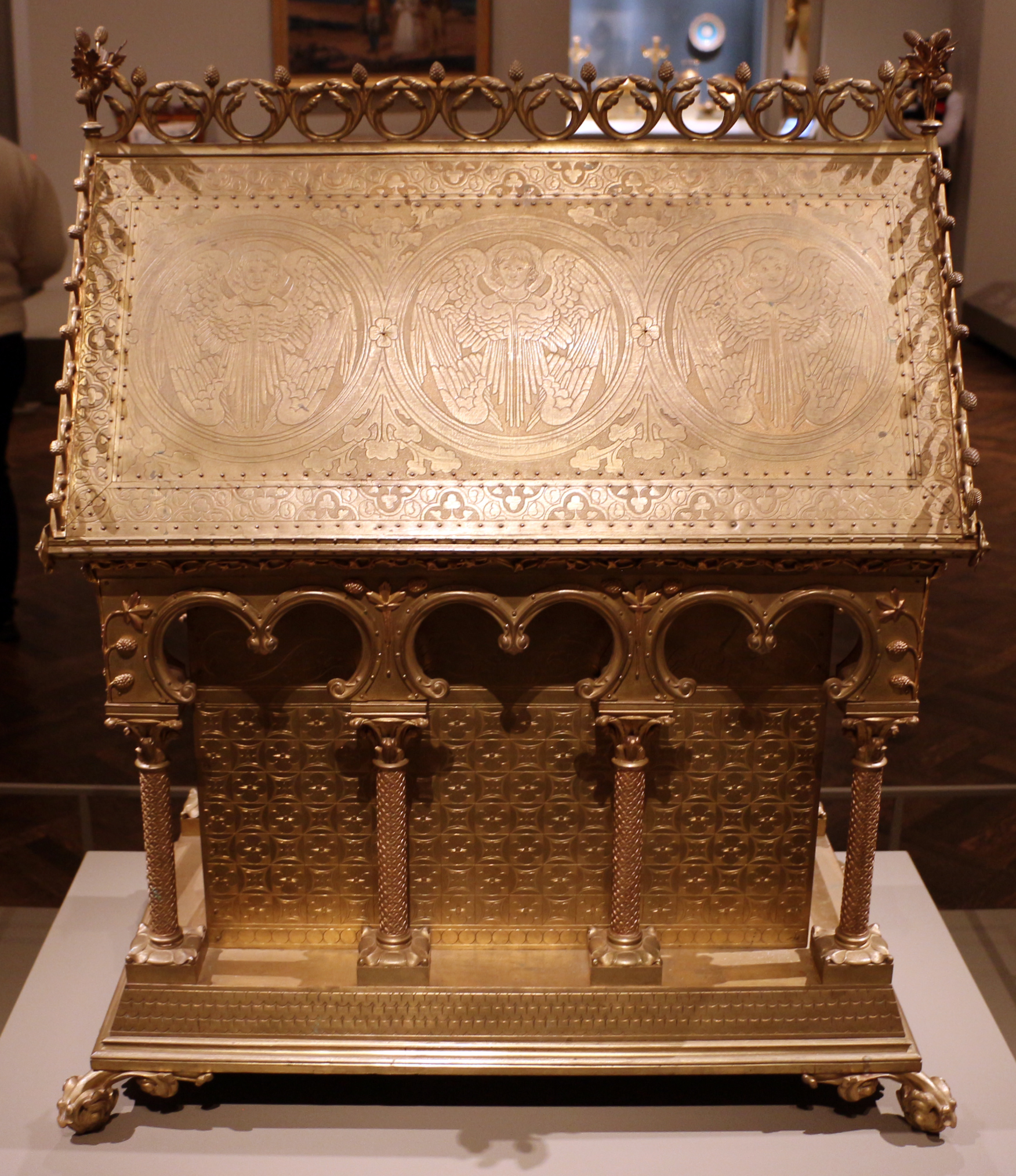
Louis Bachelet, maître-orfèvre au 58, Reliquaire, 1851, d'après un dessin de Viollet-le-Duc, Art Institute de Chicago.

Entre le pont Saint-Michel et le pont Neuf plus d’une cinquantaine d’artisans et marchands proposaient, sur une distance de 450 mètres, des orfèvreries de table, des joailleries et « assortiments de bijoux, de toutes espèces des plus à la mode et du meilleur gout », et entre autres « l’exécution de toute sorte de fleurs, aigrettes & bouquets de diamans » [sic], des « bagues à chiffres & à secrets, agate & chiffres en cheveux », des « chaînes de montre en or de couleur émaillés & garnis », des « tabatières connues sous le nom de Georgettes », des « boites d’argent » des « porte mousquetons à ressort » . Après s’être rendu au quai des Orfèvres en 1785, Henri Paulin Panon Desbassayns écrit : Nous « avons été au « Chariot d’or » (…) « chez Monsieur Cheret, maître orfèvre, voir une toilette qu’il a faite pour Madame de Montmorency. C’est un morceau achevé dans son genre. Le travail est si beau, l’ouvrier a si bien imité la dentelle que l’on y portait la main pour tâter si ce n’était pas de la dentelle. Même chose pour le reste. Il a imité un petit chien en argent qui est un morceau d’un goût charmant. Le loup est d’une élégance charmante. Nous avons vu de l’argenterie de toutes sortes et en quantité ». En 1807 fut exposé, dans le même lieu, la grande statue en argent intitulée La Paix, fondue par Cheret fils d’après le modèle donné par Antoine Denis Chaudet, aujourd'hui exposée au Musée du Louvre.
À partir de 1811, la transformation de la rue se poursuivit quand il fut ordonné au préfet de police — par décret impérial du 18 septembre 1811 portant sur l'organisation du bataillon des sapeurs-pompiers — de réquisitionner deux maisons attenantes au chef-lieu des sapeurs-pompiers, déjà installé près de la préfecture de police de Paris qui occupait alors l'ancien hôtel des premiers Présidents du Parlement, au fond de l’étroite rue de Jérusalem. En 1839, les effectifs du bataillon des sapeurs-pompiers s'élevaient à 636 hommes y compris 16 officiers, divisés en quatre compagnies dont la première était casernée sur le quai des Orfèvres, no 20.
Il faudra attendre 1871 pour que la préfecture de police de Paris intègre son nouveau bâtiment. En effet, bien que créée en 1800, cette dernière occupa, jusqu'en 1871, l'ancien hôtel des premiers Présidents du Parlement. Après l'incendie du bâtiment par les communards en 1871, Jules Ferry met à disposition de la police judiciaire une partie des bâtiments du Palais de Justice reconstruits : le 36, quai des Orfèvres.
En 1904, on expropria les habitants de l'ancien quartier des chanoines, afin d'y édifier les locaux de tribunal de grande instance de Paris dont les plans furent confiés à Albert Tournaire. Toutes les maisons du quadrilatère délimité par le boulevard du Palais, la rue de la Sainte-Chapelle, la rue Mathieu-Moulé (anciennement rue Sainte-Anne-en-la-Cité) et le quai des Orfèvres sont démolies en 1907. Les travaux sont achevés en 1914.

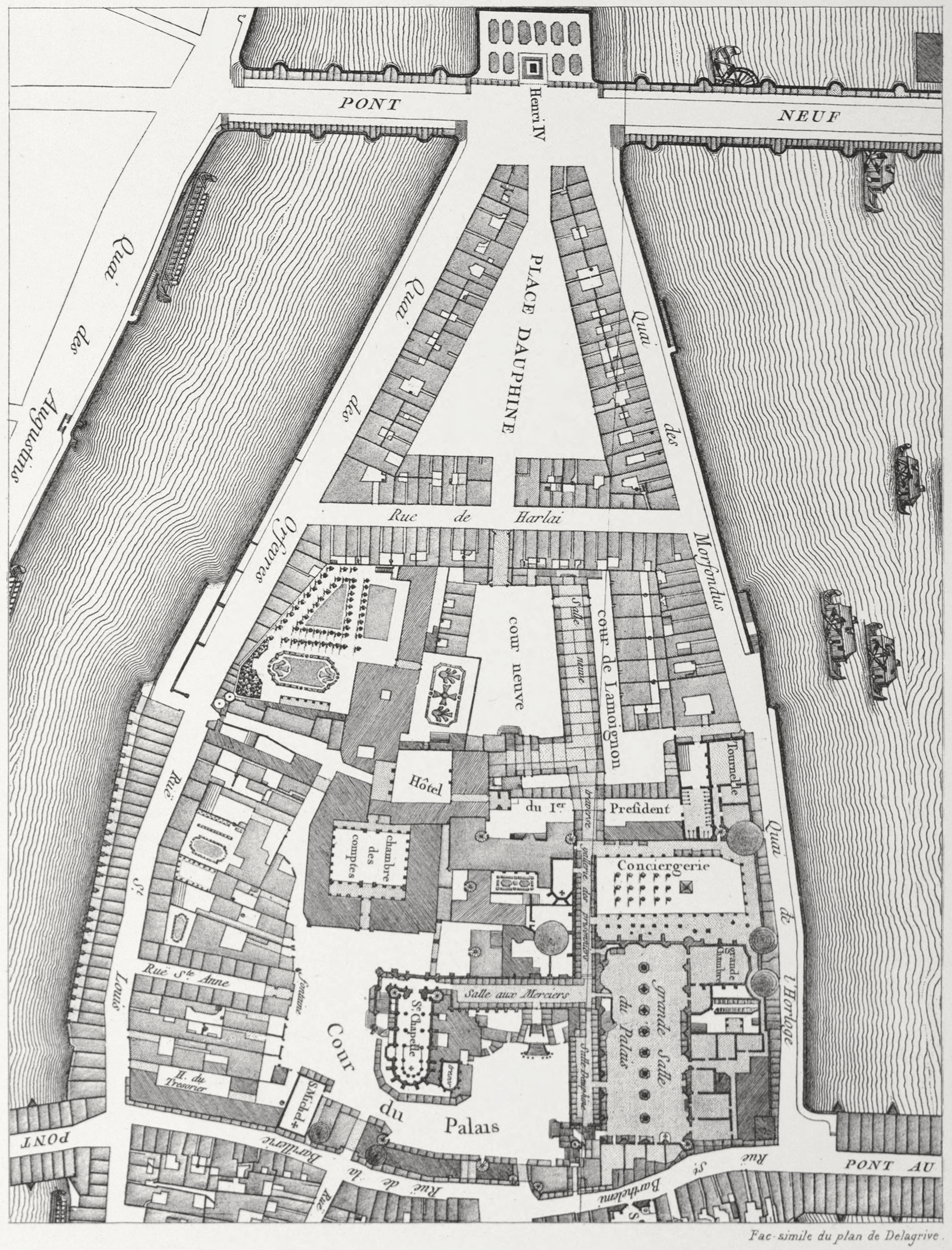
La rue Saint-Louis et le quai des Orfèvres en 1754.
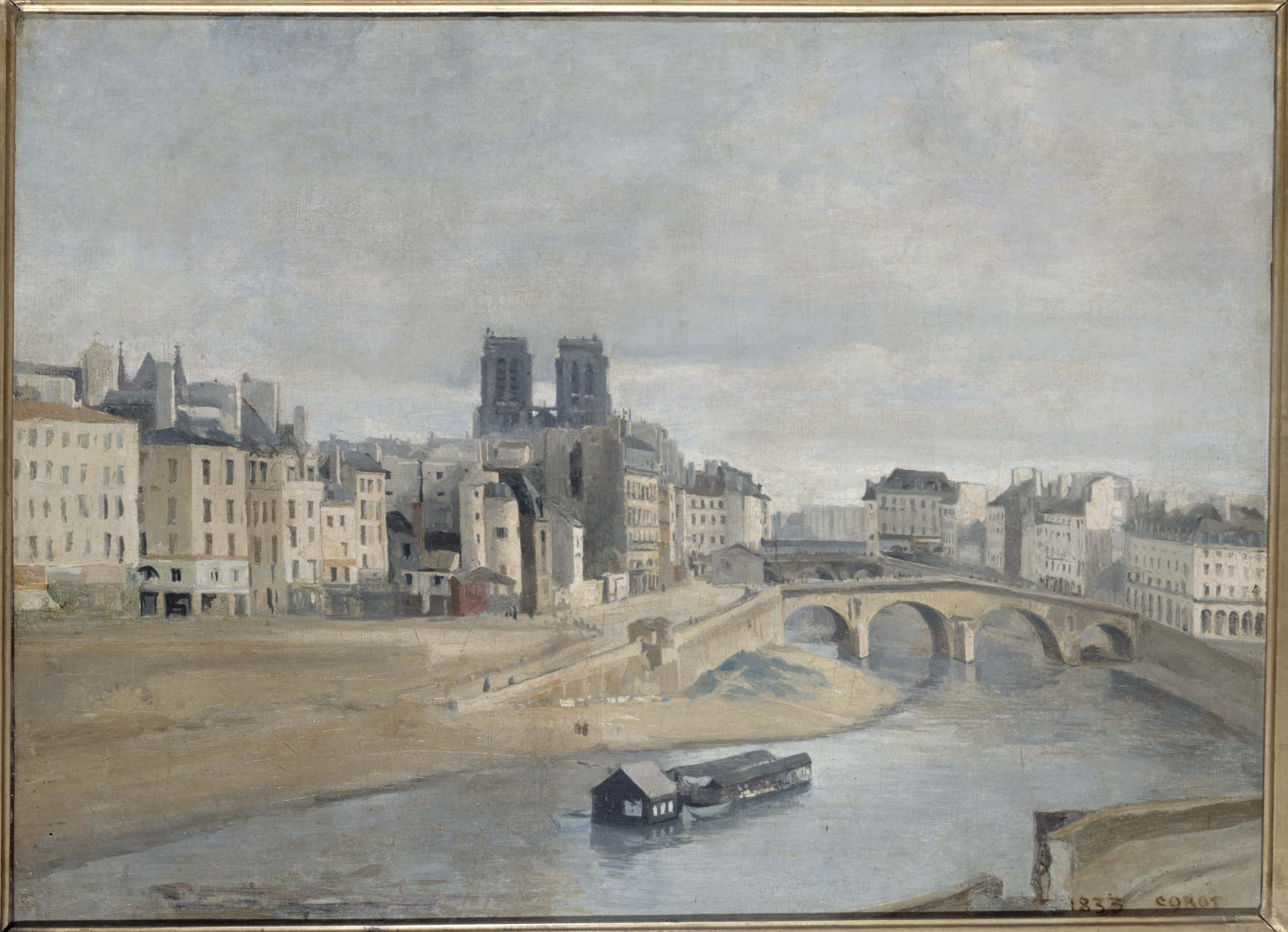
Camille Corot, Quai des Orfèvres et pont Saint-Michel, 1833 (avant l’extension du Palais de Justice).
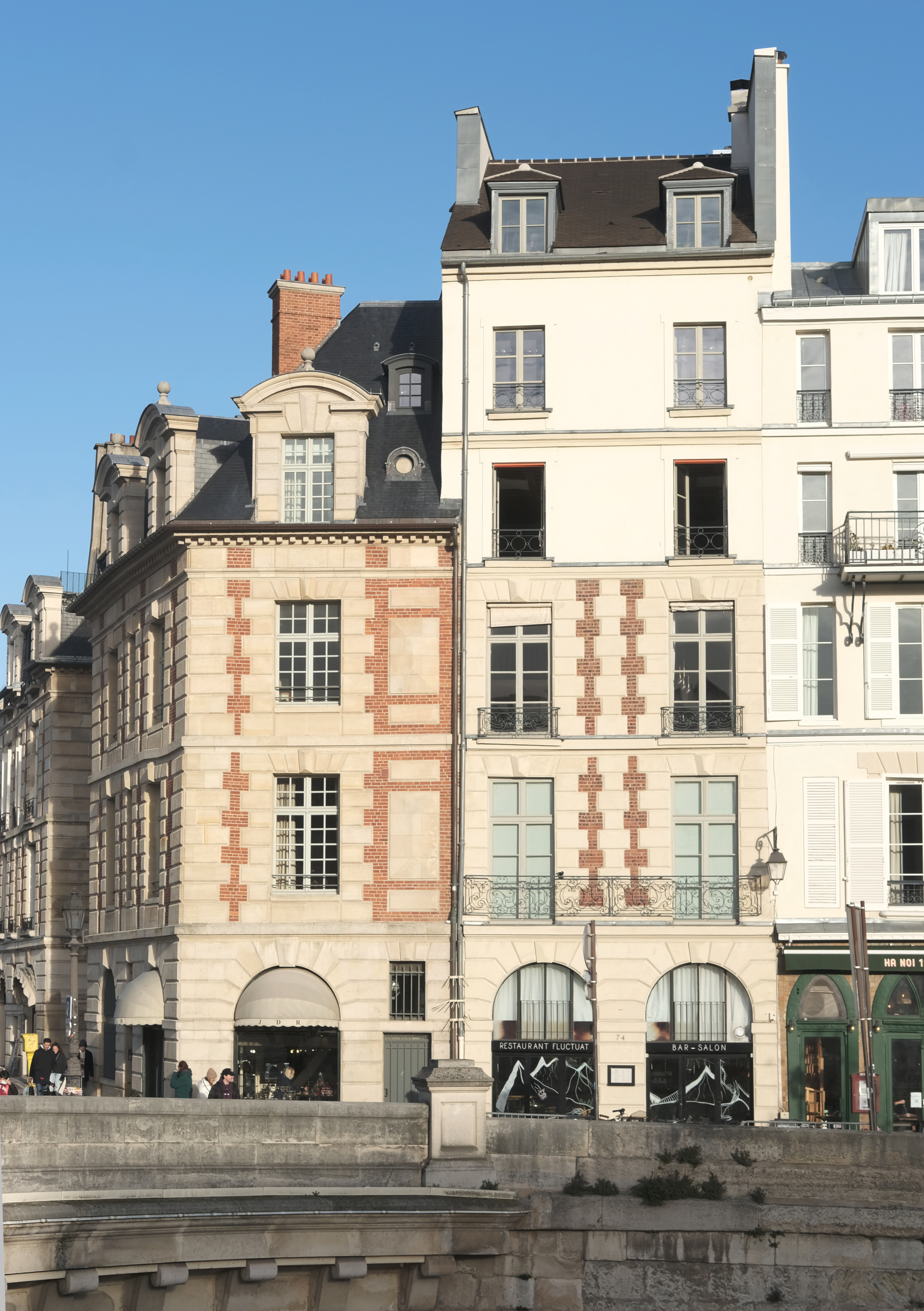
No 74.
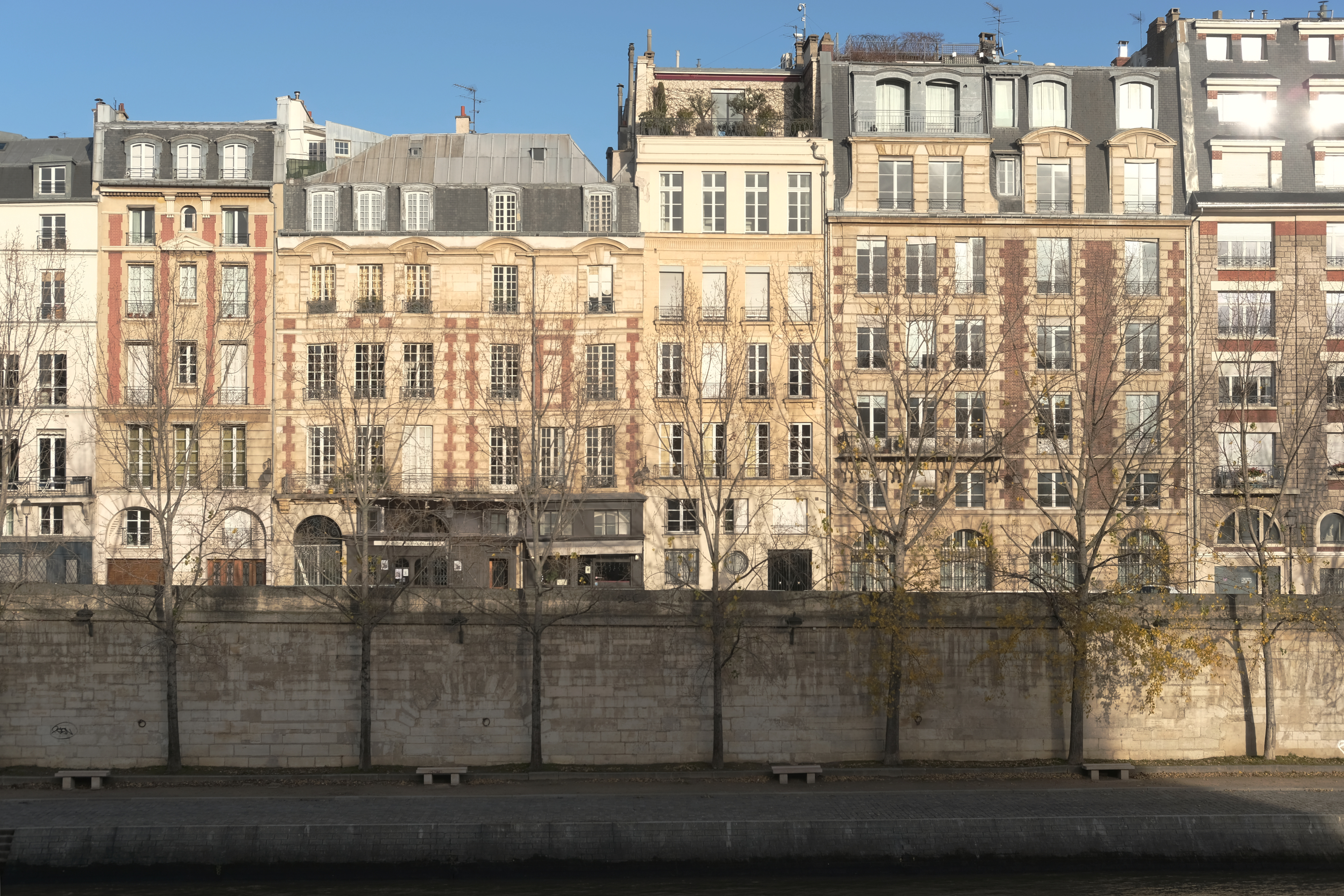
Maisons typiques du quai des Orfèvres.
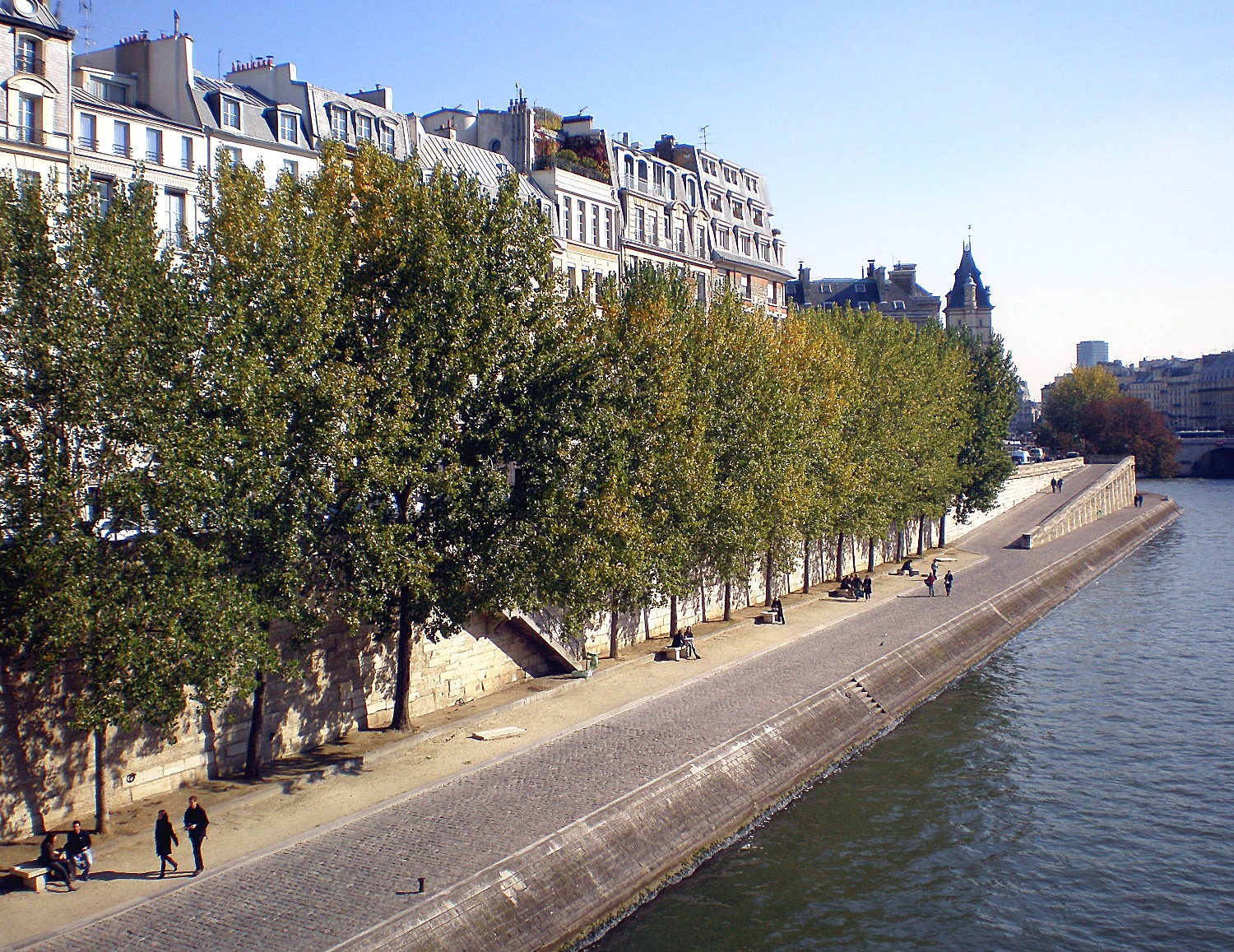
Promenade aménagée le long du quai, vue du pont Neuf (2010).

## Bâtiments remarquables et lieux de mémoire
- No 4 (disparu) : ancien emplacement de l'Académie Suisse dite libre, une école de dessin fondée sous le Premier Empire, fréquentée dans les années 1860 par les impressionnistes[18],[19].
- No 18 (disparu) : dernier domicile de Pierre-Henri de Valenciennes (1750-1819), peintre de paysages, professeur à l'École des beaux-arts, chevalier de la Légion d'honneur dont le « cabinet » composé de « tableaux, dessins, estampes, livres » etc. fut vendu à cette même adresse deux mois après son décès, le 26 avril 1819 et les jours suivants[20].
- No 26 (disparu) : domicile, en 1802, du graveur Jean-César Macret.
- No 36 : emplacement de l'ancien hôtel du premier président de la cour d'appel de Paris incendié lors de la Commune en 1871 et remplacé par le bâtiment actuel construit entre 1875 et 1880 par les architectes Émile Jacques Gilbert et Arthur-Stanislas Diet. Connu sous le nom Quai des Orfèvres, il abrita le siège, l'état-major et les services communs de la Direction régionale de la police judiciaire de la préfecture de police de Paris jusqu'à leur transfert au 36, rue du Bastion, dans le 17e arrondissement de Paris en 2017.

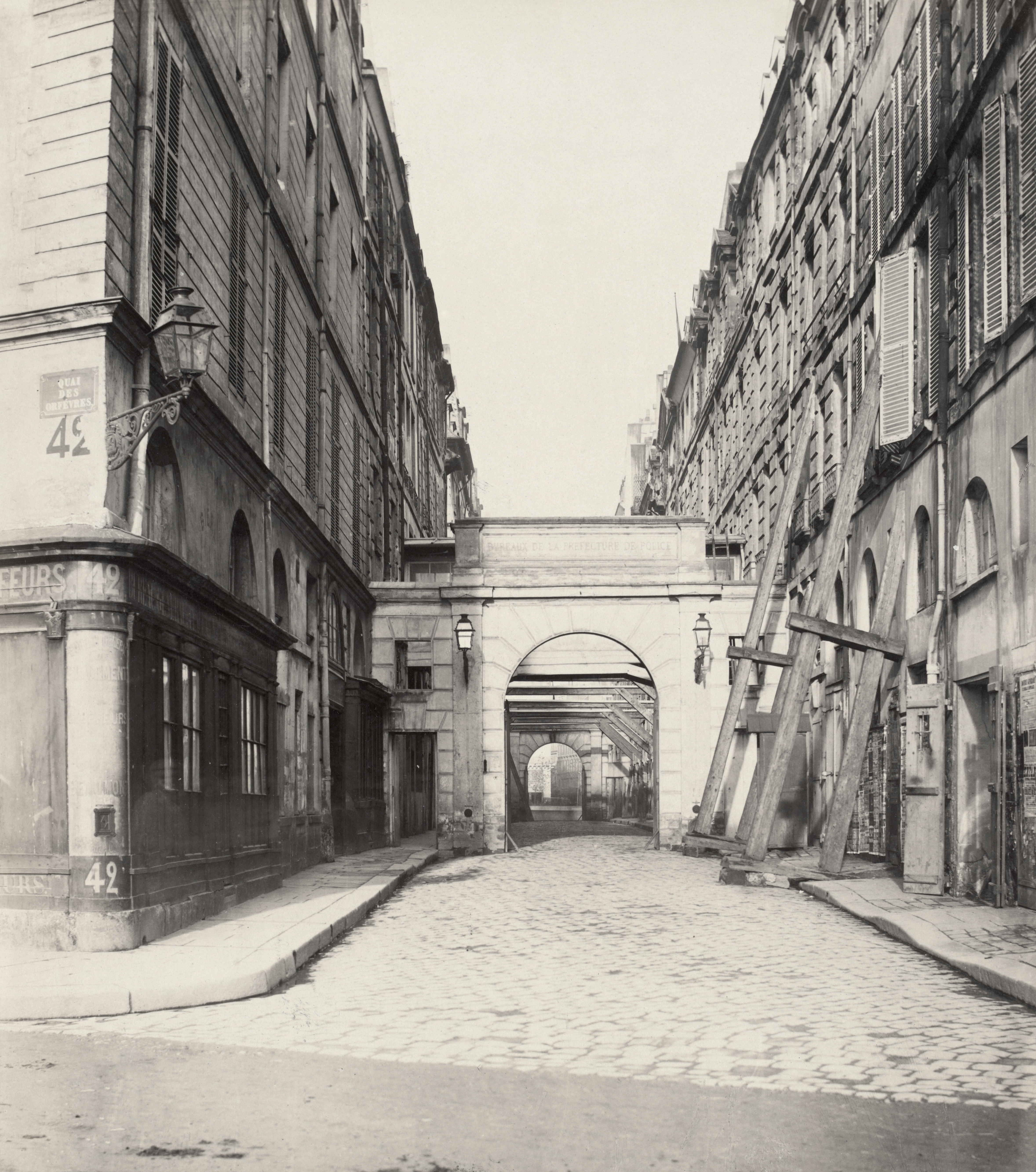
Les maisons d'angle du quai des Orfèvres no 42 (à gauche, préservé) et no 40 (droite, destiné à la démolition) au débouché de la rue de Harlay, avant 1870.

- No 40 (disparu) : La rue de Harlay, tracée en 1607 était jusqu'à la deuxième moitié du XIXe siècle bien plus étroite qu'aujourd'hui. Elle débouchait entre les nos 40 et 42 du quai des Orfèvres. En vertu d'une ordonnance du 26 mai 1840[21]relative au projet d'agrandissement du palais de justice de Paris, la maison qui formait l'angle sud-est du quai (no 40) fut destinée à la destruction, de même que tous les immeubles du côté impair de la rue de Harlay. Or, après expropriation des occupants ces maisons furent attribuées, en attente de leur démolition, à la préfecture de police de Paris dont les services durent, à la même époque, quitter leurs locaux de la cour Harlay. Cette solution, initialement provisoire se prolongea jusqu'à la disparition effective du côté est de la rue de Harlay et du no 40 du quai d'Orsay, vers 1871/1872.
- No 42 : Immeuble construit en 1923[22]. Emplacement de l'ancienne demeure, depuis au moins 1792, du marchand-joaillier Frédéric Devoix, qui fut cette même année appelé comme expert auprès du tribunal criminel dans le cadre de l'affaire du vol au Garde-meuble, ensemble avec Alexandre Minier, orfèvre-joaillier demeurant rue Saint-Louis-du-Palais[b] et Georges-Frédéric Bapst (1756-1826), joaillier[23], également installé quai des Orfèvres[24] (voir aussi : Joyaux de la Couronne de France).
- No 54 : adresse, depuis au moins 1881, du graveur sur bois Auguste Trichon (1814-1898). Il y est encore recensé en 1889[25], mais meurt à Boulogne-Billancourt.
- No 58 : Jean-Charles Cahier (1772-18??), marchand orfèvre et joaillier, auparavant installé rue de Turenne (1802), s'établit par la suite ici, à l'enseigne « À l’Ancre ». Connu pour avoir fourni des croix, croix de procession, calices, encensoirs et autres objets liturgiques, il est qualifié « églisier »[26]. Nommé orfèvre du roi (1816), il prit en 1821/1823 la succession de Martin-Guillaume Biennais (1764-1843), rue Saint-Honoré no 283, mais géra mal ses affaires et fit définitivement faillite en 1830[27], date à laquelle sa présence au no 58 du quai des Orfèvres est encore attestée[28]. Parmi les œuvres sorties de ses ateliers figure le reliquaire dit de la Sainte-Ampoule (1823) conservé à Reims[29].
Au plus tard en 1839, un orfèvre dénommé Bachelet investit le lieu[30]. Louis Bachelet dont le poinçon fut insculpé en 1844 et biffé le 17 janvier 1877[31] se dit aussi fabricant d'orfèvrerie. Une photographie conservée dans les collections des musées de la Ville de Paris illustre la devanture de son magasin sur laquelle se lit l'inscription « ORFEVRERIE / BRONZES d'EGLISE / ATELIERS / RUE de VERNEUIL, 16[32]. Bachelet est orfèvre, bronzier et manufacturier spécialisé dans la fabrication d'objets liturgiques. Il travaille notamment d'après Viollet-le-Duc[33] (1814-1879) et Ruprich-Robert[34] (1820-1887). Son poinçon, minerve horizontale monogrammée avec « initiales L et B séparées par une pensée, une étoile en chef » [la pensée parfois interprétée comme cœur] et sa marque de fabrication « L. BACHELET / Fbt D'ORFEVRERIE / 58 QUAI DES ORFEVRES / PARIS » gravée en creux dans un cartel ovale figurent sur de nombreux croix, ostensoirs, calices, patènes, burettes et leurs bassins[35].
Bachelet père, domicilié 92, rue Boileau à Auteuil apparaît dans la liste du jury de l'exposition universelle de 1878 comme membre du comité d'admission et rapporteur, avec un rappel de son rôle comme membre du jury à l'exposition de 1867[36].
Georges Bachelet, son fils et successeur, abandonne l'orfèvrerie religieuse, vend la collection de dessins de Viollet-le-Duc à son concurrent Poussielgue-Rusand, rachète le fonds et les modèles de Cosson-Corby et s'établit dans le commerce de celui-ci sur le terre-plein du Pont-Neuf. Il remporte une médaille d'or à l'exposition universelle de 1889[37].

- No 68 : une plaque apposée sur la façade perpétue le souvenir de Martin Flinker (1895-1986) et de son fils Karl Flinker qui tenaient ici, de 1948 à 1988 leur librairie et maison d'édition.

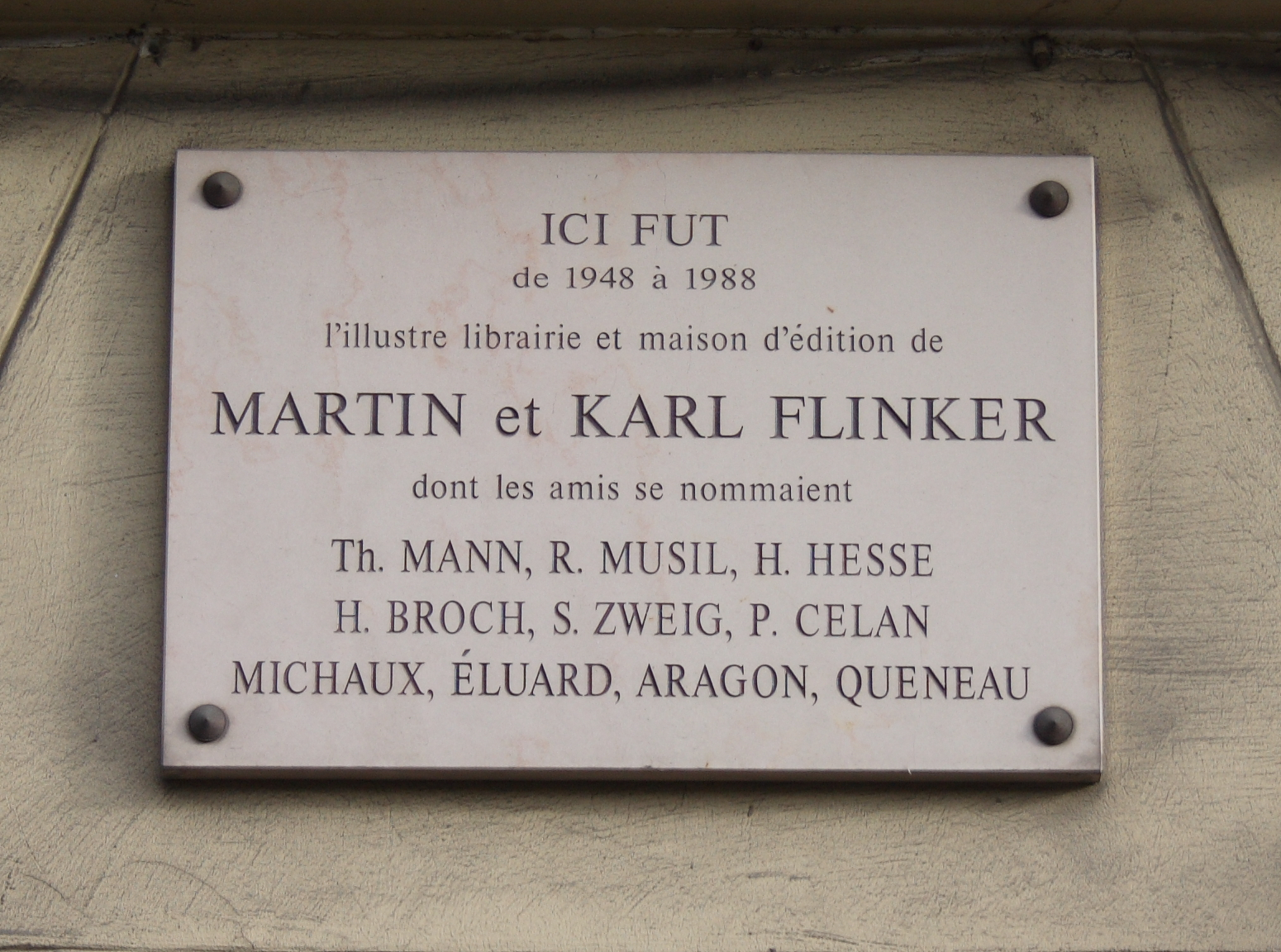
Plaque commémorative pour Martin et Karl Flinker.

### Emplacements non localisés
- Paul-Philippe Gudin de La Brenellerie (1738-1820), auteur dramatique, naquit le 6 juin 1738 quai des Orfèvres, dans l'« îsle du Palais »[38].
- La maison à l'enseigne du « Bouquet de diamants », quai des Orfèvres, est la demeure du joaillier et ornemaniste Pouget fils († 1769), lorsque paraît son Traité des pierres précieuses et de la manière de les employer en parures (1762).
- Jean-Corneille Landgraff († après 1791), joailler et collectionneur d'objets d'art, réside quai des Orfèvres en 1790[39] et en 1791, année durant laquelle il est chargé, avec Nicolas Menière, joaillier de la couronne et Jean-Charles Louri, joaillier « rue Saint-Louis-du-Palais-des-Marchands[c] », de procéder à l'inventaire et à l'estimation des diamants de la couronne[7]. En raison de l'annotation manuscrite « Landgrave » sur le Catalogue des tableaux, dessins, gouaches, bronzes, porcelaines et autres objets curieux, du Cabinet de M. L***, il est supposé que cette collection qui fut mise aux enchères à partir du 21 décembre 1784 dans la grande salle de l'ancien Hôtel Bullion (disparu) de la rue Plâtrière (actuelle rue Jean-Jacques-Rousseau) appartenait à Jean-Corneille Landgraff[40].